# 奥宗河畔圣桑福里安
奥宗河畔圣桑福里安（法語：Saint-Symphorien-d'Ozon，法語發音：[sɛ̃ sɛ̃fɔʁjɛ̃ dozɔ̃]），或纯音译作圣桑福里安多宗，是法国罗讷省的一个市镇，属于里昂区。

## 地理
奥宗河畔圣桑福里安（45°37'58"N, 4°51'23"E）面积13.37 平方千米，位于法国奥弗涅-罗讷-阿尔卑斯大区罗讷省，该省份为法国中东部省份，北起顺时针与索恩-卢瓦尔省、安省、里昂大都会、伊泽尔省和卢瓦尔省接壤。
与奥宗河畔圣桑福里安接壤的市镇（或旧市镇、城区）包括：费赞、科米奈、科尔巴、马雷讷、罗讷河畔塞雷赞、锡芒德尔、索莱兹。

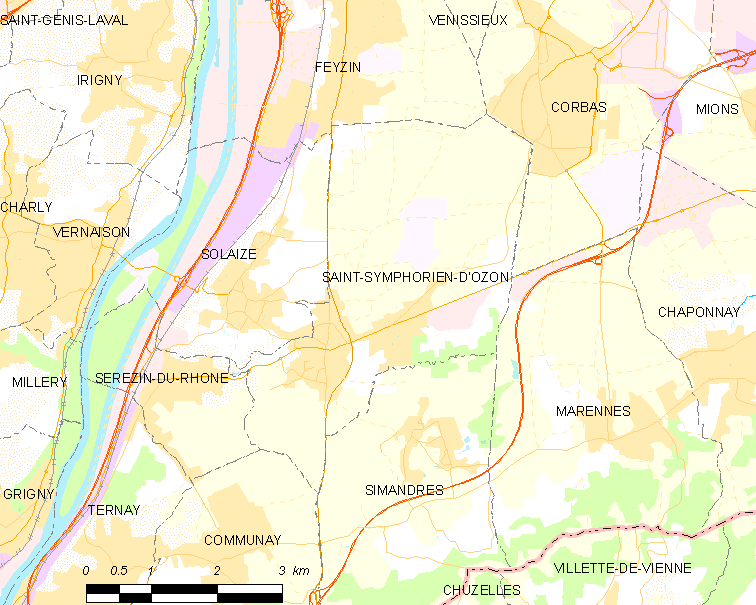
奥宗河畔圣桑福里安的OSM定位图

奥宗河畔圣桑福里安的时区为UTC+01:00、UTC+02:00（夏令时）。

## 行政
奥宗河畔圣桑福里安的邮政编码为69360，INSEE市镇编码为69291。

## 政治
奥宗河畔圣桑福里安所属的省级选区为奥宗河畔圣桑福里安县。

## 人口

1962-2008年间奥宗河畔圣桑福里安人口变化图示

奥宗河畔圣桑福里安于2022年1月1日时的人口数量为6076人。